# Brünner Zentralfriedhof

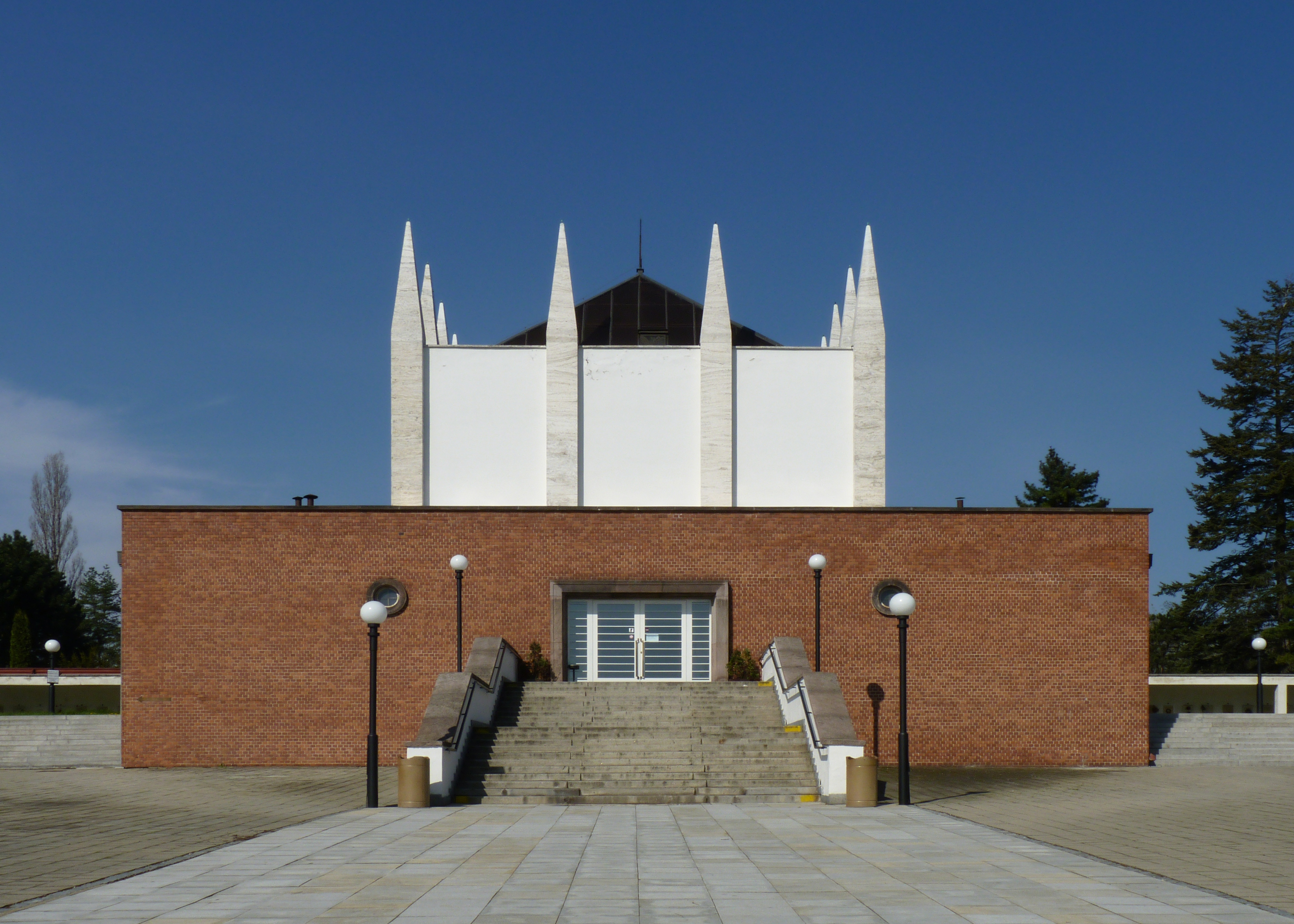
Krematorium auf dem Brünner Zentralfriedhof

Der Zentralfriedhof (tschechisch Ústřední hřbitov) ist der größte und bedeutendste Friedhof in der tschechischen Stadt Brünn. Er liegt in der Katastralgemeinde Štýřice. Am nordwestlichen Rand des Friedhofs befindet sich das Krematorium, gegenüber im Osten ein Denkmal für die im Zweiten Weltkrieg bei der Befreiung der Stadt gefallenen sowjetischen Soldaten.

## Geschichte

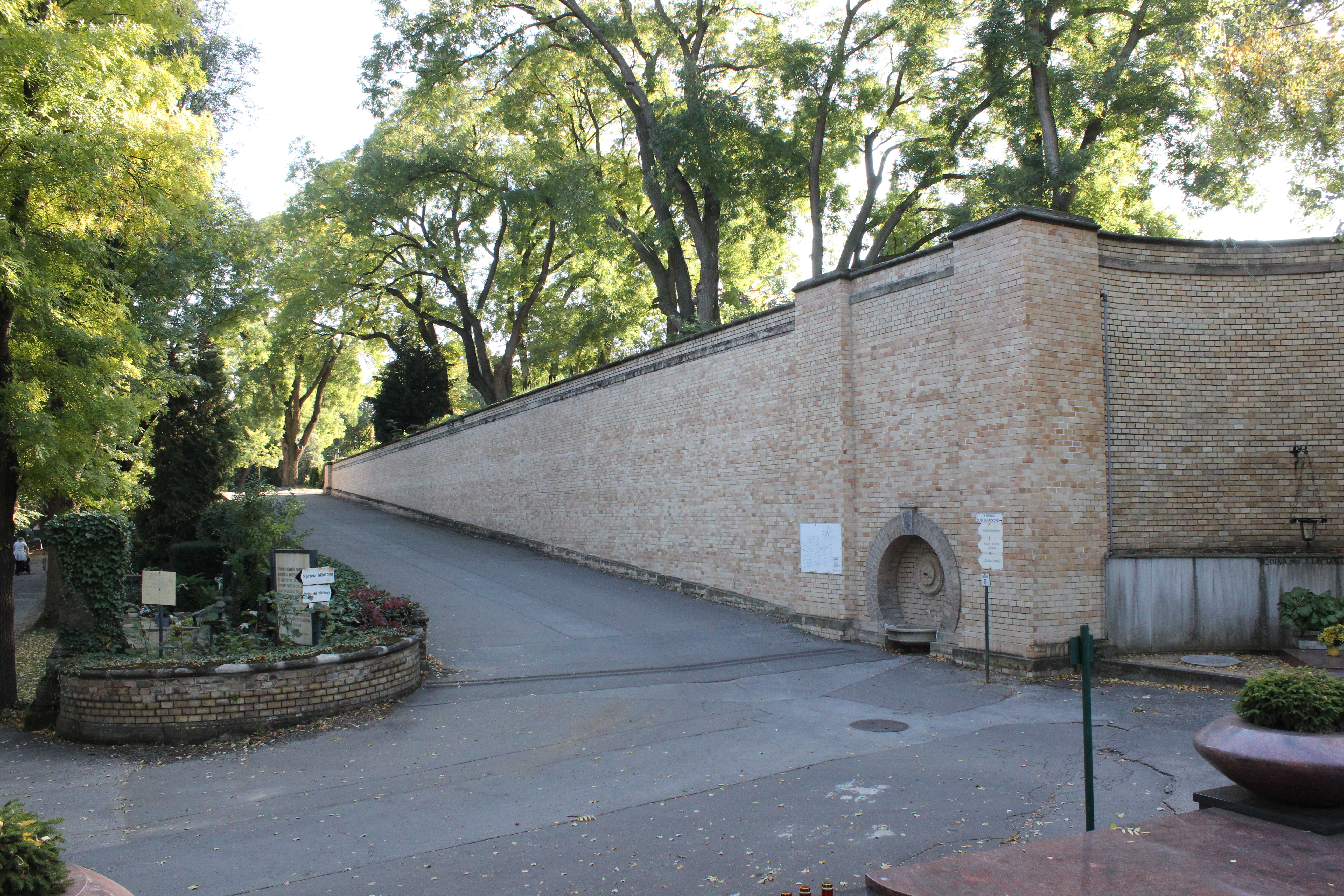
Eine Friedhofsmauer

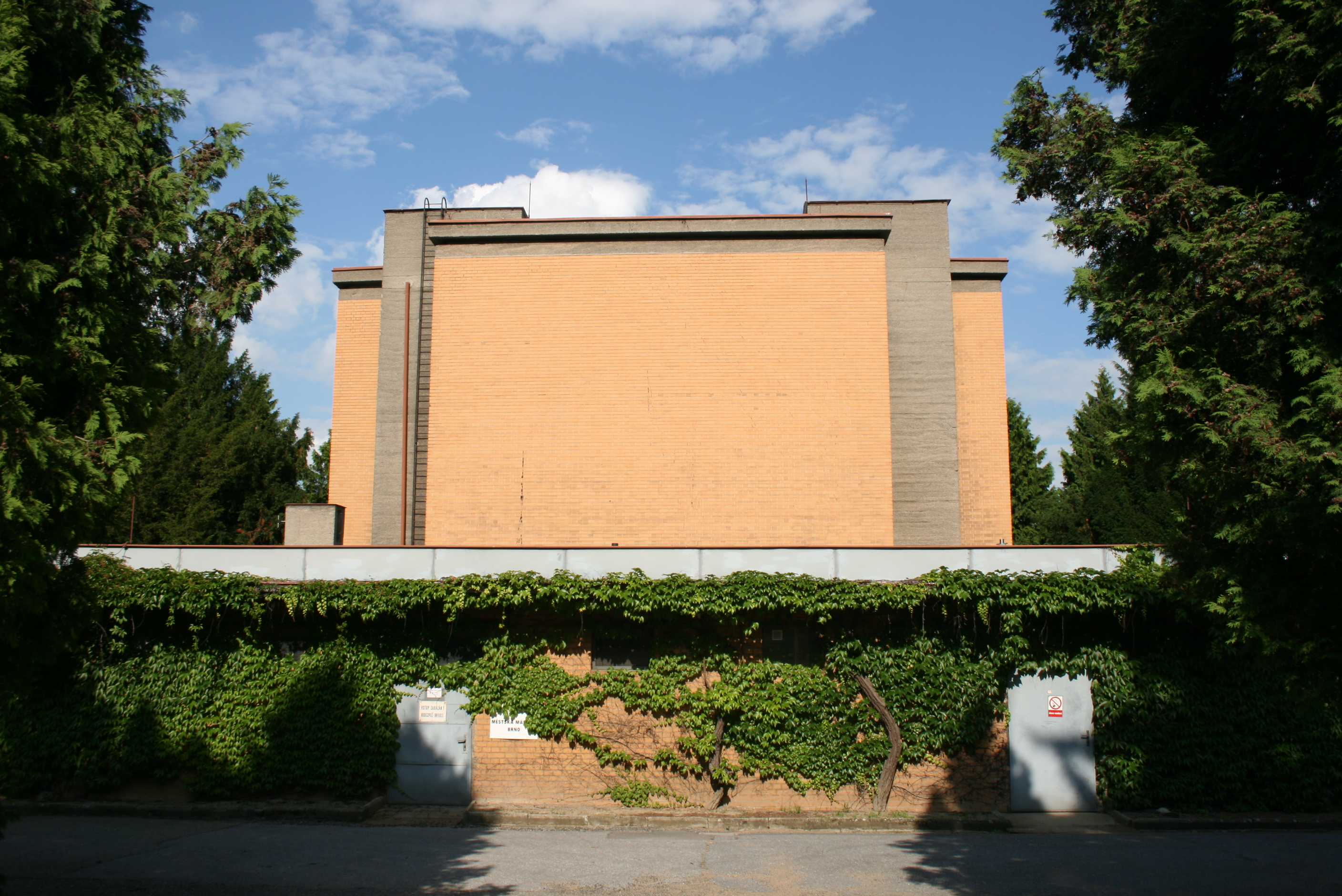
Zeremonienhalle

Der Zentralfriedhof wurde im Jahr 1883 nach den Plänen Alois Prastorfers errichtet und im Verlauf der Jahre mehrfach erweitert. Auf dem Friedhofsgelände wurden 1924–1926 die vom Architekten Bohuslav Fuchs entworfene Zeremonienhalle und wenig später das Brünner Krematorium von Arnošt Wiesner (1925–1930) erbaut.

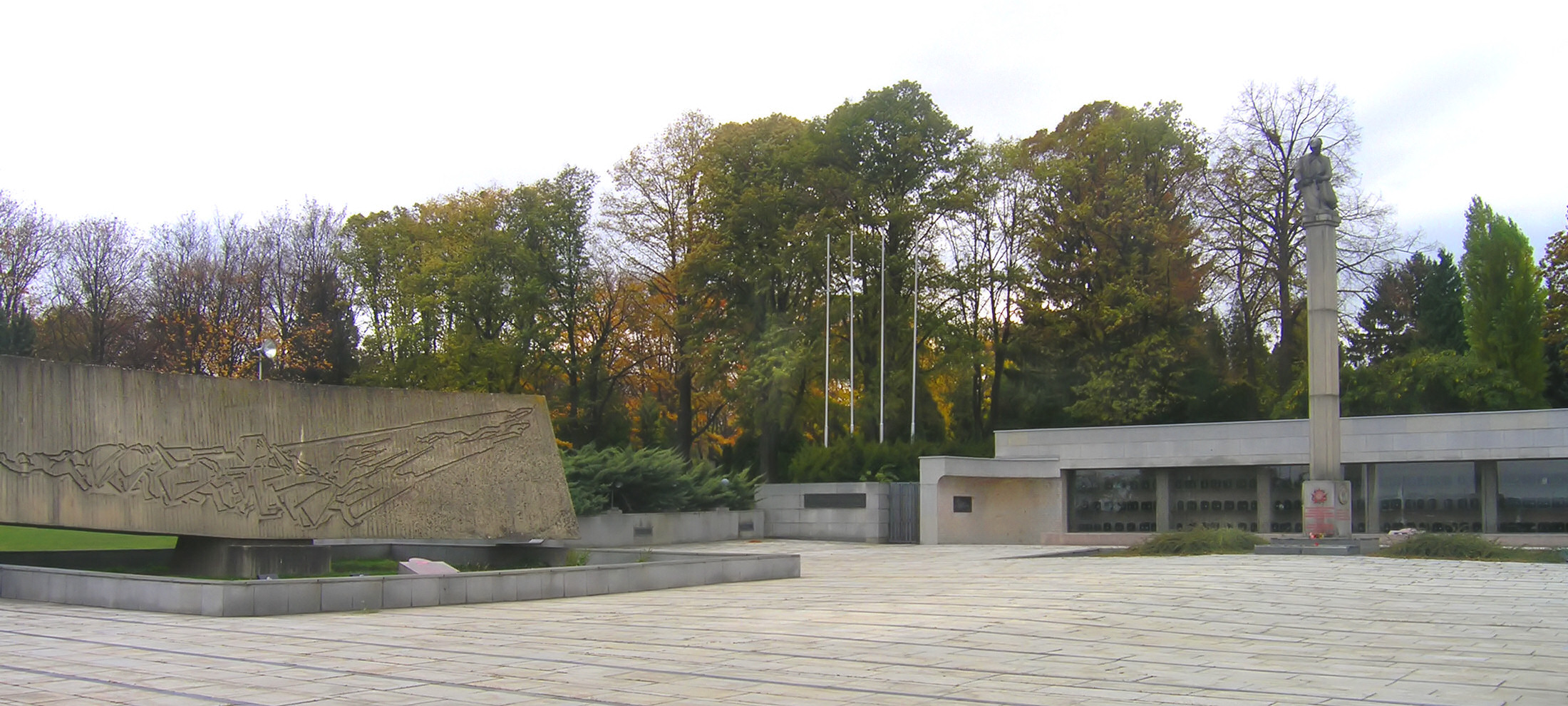
Sowjetischer Soldatenfriedhof

Im südlichen Teil des Friedhofs wurde in den Jahren 1945–1946 eine Gedenkstätte errichtet. Hier befinden sich Gräber von Widerstandskämpfern gegen den Nationalsozialismus, ein sowjetischer und ein rumänischer Soldatenfriedhof. Den Ehrenfriedhof dominiert ein Kolumbarium mit Urnen sowjetischer Offiziere. Der Ehrenfriedhof wurde 1989 zum Nationalen Kulturdenkmal erklärt.
1993 wurde ein deutscher Soldatenfriedhof eröffnet, mit dessen Errichtung bereits zwischen 1967 und 1968 begonnen wurde. Hier sind 3500 Wehrmachtssoldaten begraben.
Heute umfasst der Zentralfriedhof eine Fläche von 56 Hektar und ist somit die größte Begräbnisstätte in Tschechien mit derzeit zirka 80.000 Grabstätten. Im Jahr 2014 waren hier ungefähr 400.000 Personen begraben.

## Persönlichkeiten

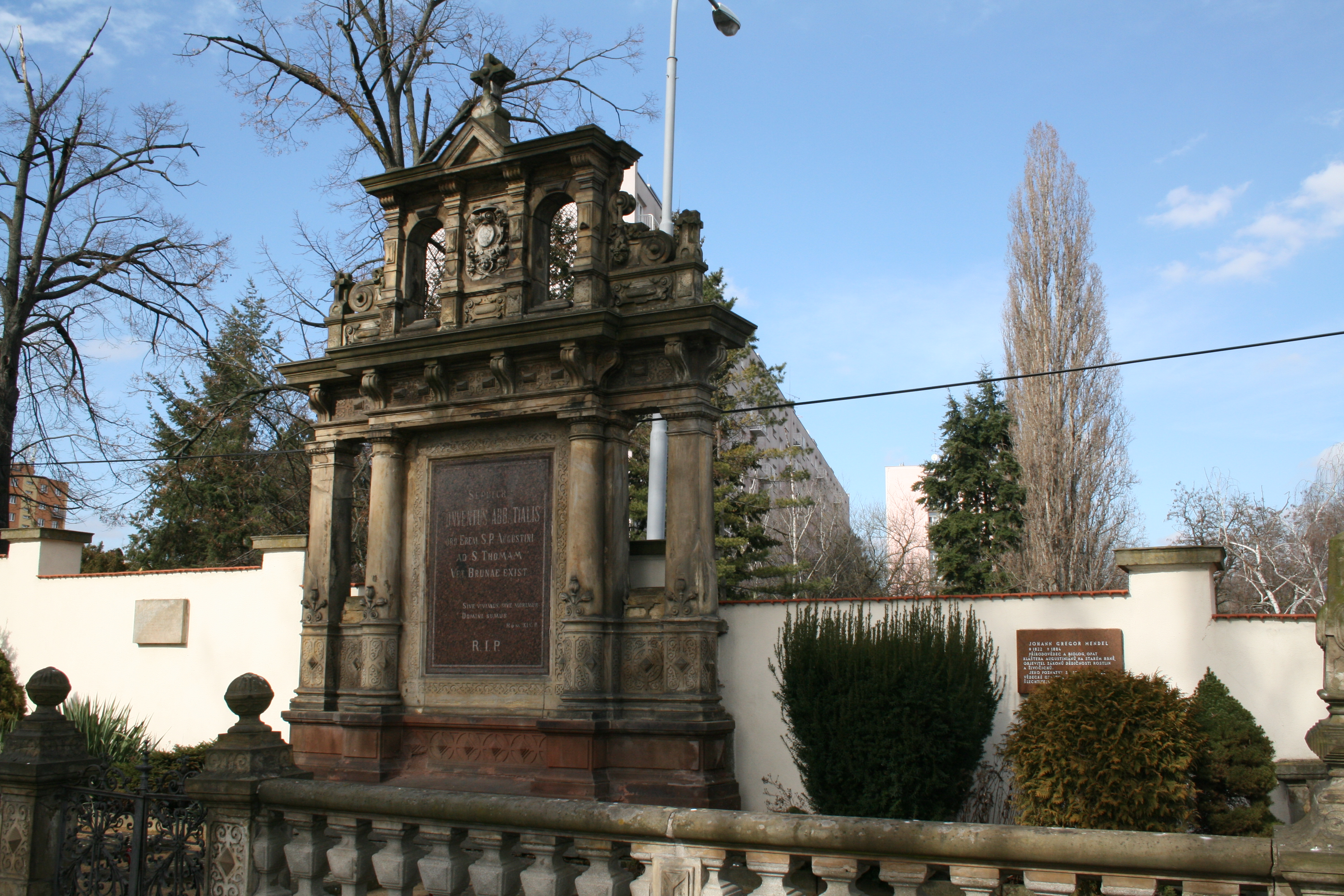
Grab Gregor Mendels

Auf dem Friedhof liegen unter anderem folgende Personen begraben:
- Karel Absolon (1877–1960) – Speläologe und Archäologe
- Břetislav Bakala (1897–1958) – Komponist
- Inocenc Arnošt Bláha (1879–1960) – Soziologe
- Ivan Blatný (1919–1990) – Dichter
- Lev Blatný (1894–1930) – Dramatiker
- Otakar Borůvka (1899–1995) – Mathematiker
- Vincenc Brandl (1834–1901) – Historiker und Archivar
- Gustav Brom (1921–1995) – Dirigent
- Vlastimil Bubník (1931–2015) – Eishockeyspieler-trainer und Fußballspieler
- Osvald Chlubna (1893–1971) – Komponist
- Josef Dobrovský (1753–1829) – Begründer der tschechischen Schriftsprache
- Rudolf Firkušný (1912–1994) – Klaviervirtuose
- Bohuslav Fuchs (1895–1972) – Architekt
- Karel Horký (1909–1988) – Komponist, Fagottist und Hochschullehrer
- Josef Hybeš (1850–1921) – Politiker
- Leoš Janáček (1854–1928) – Komponist
- Jaroslav Jiřík (1939–2011) – Eishockeyspieler und trainer, NHL Spieler
- Václav Kaprál (1889–1947) – Komponist
- Vítězslava Kaprálová (1915–1940) – Komponistin
- Kurt Knispel (1921–1945) – deutscher Panzerkommandant
- Emil Králík (1880–1946) – Architekt
- Pavel Křížkovský (1820–1885) – Komponist
- Jiří Kroha (1893–1974) – Architekt
- Lubor Lacina (1920–1998) – Architekt
- Václav Lídl (1922–2004) – Komponist
- Jiří Mahen (1882–1939) – Schriftsteller
- Karel Jaroslav Maška (1851–1916) – Paläontologe
- Gregor Mendel (1822–1884) – Begründer der Genetik
- Josef Merhaut (1863–1907) – Schriftsteller
- Oldřich Mikulášek (1910–1985) – Dichter
- Vlastimil Moravec (1949–1986) – Radsportler
- Alois Mrštík (1861–1925) – Schriftsteller
- Arne Novák (1880–1939) – Literaturwissenschaftler
- Zdeněk Pluhař (1913–1991) – Schriftsteller
- Josef Polášek (1899–1946) – Architekt
- Antonín Procházka (1882–1945) – Maler
- Jan Skácel (1922–1989) – Dichter
- František Sušil (1804–1868) – Priester, der als Literat bekant
- Bohumír Štědroň (1905–1982) – Musikologe
- Rudolf Těsnohlídek (1882–1928) – Schriftsteller
- František Alexandr Zach (1807–1892) – Militärtheoretiker und serbischer General